# Johann Hermann Detmold
Johann Hermann Detmold, född den 24 juli 1807 i Hannover, död där den 17 mars 1856, var en tysk politiker.
Detmold var först advokat, men ägnade sig samtidigt åt konststudier och utgav 1833 Anleitung zur kunstkennerschaft. Efter hannoveranska grundlagens upphävande (1838) valdes han till deputerad.
Han deltog sedan ivrigt i det passiva motståndet mot den nya författningen. Till följd därav blev han 1843 fälld till betydande böter och utgav för att anskaffa dessa samma år sina Randzeichnungen, vilka räknas bland mästerstyckena på den finare satirens område.
1848 valdes Detmold till representant i tyska nationalförsamlingen, där han inom kort blev medlem av författningsutskottet och en av yttersta högerns främste män. Sina motståndare förbittrade han genom den 1849 utgivna satiren Thaten und meinungen des herrn Piepmeyer. 
Trots all ovilja erhöll han i maj 1849, efter Gagerns avgång, uppdrag att bilda en ny ministär samt blev därvid själv justitieminister och övertog kort därpå även inrikesportföljen. 
Han höll sedermera stånd mot alla misstroendevota, tills riksföreståndaren frivilligt (21 december 1849) överlämnade sin makt i händerna på förbundscentralkommissionen. Detmold återvände då till Hannover. 1850-51 deltog han som hannoveranska regeringens ombud vid tyska förbundsdagen i Frankfurt a. M..